# 실리콘고무
실리콘고무(Silicone rubber)는 실리콘으로 이루어진 고무이다. 
디메틸 실란디올을 축합시키면 SiOSi의 결합을 가진 실리콘고무가 된다. 탄소원자에 비해서 규소원자는 훨씬 크고 열운동하기가 어렵다. 그러나 산소원자가 그 사이에 끼어 있기 때문에 규소원자는 산소규소 결합축을 중심으로 회전이 비교적 자유롭다. 이 때문에 이런 종류의 쇄상고분자는 상온하에서도 적당히 유동하기 쉬운 경향이 있다. 분자사슬을 가교하는 데에는 가황 대신에 메틸 실란트리올을 소량 사용한다. 실리콘 고무는 내열성·내한성에 뛰어난 성질이 있으며, 내약품성·내유성도 우수하다.